# Ариел (роман)
Вижте пояснителната страница за други значения на Ариел.
„Ариел“ (на руски: Ариэль) е научнофантастичен роман от Александър Беляев, публикуван за първи път през 1941 г. Главният герой, младият Ариел, получава способността да лети без помощта на апарати или приспособления.
По романа е направен едноименен филм през 1992 г., с режисьор Евгени Котов.